# Ultraleichtfluggelände Hohebach

i7
i11
i13
Das Ultraleichtfluggelände Hohebach, auch als Ultraleichtfluggelände Dörzbach-Hohebach bezeichnet, liegt im Ortsteil Hohebach der Gemeinde Dörzbach im Hohenlohekreis in Baden-Württemberg. Es wird durch den Ultraleicht-Verein Dörzbach e. V. betrieben.

## Lage
Das Ultraleichtfluggelände liegt etwa 3,5 km südlich des Zentrums von Dörzbach. Naturräumlich liegt es in den Kocher-Jagst-Ebenen.

## Flugbetrieb
Das Ultraleichtfluggelände ist zugelassen für Ultraleichtflugzeuge und Hängegleiter im Schlepp von Ultraleichtflugzeugen. Es ist mit zwei sich kreuzenden Start- und Landebahnen aus Gras ausgestattet:
- 15/33, 290 m × 15 m,
- 06/24, 230 m × 15 m.

Es darf jeweils nur eine Start- und Landebahn in Betrieb genommen werden. Starts und Landungen für auswärtige Piloten sind nur nach vorheriger Genehmigung durch den Betreiber erlaubt (PPR).

## Geschichte
Das Ultraleichtfluggelände Hohebach wurde am 11. Januar 1994 genehmigt.
Am 19. März 2024 verunglückte der Pilot eines Ultraleichtflugzeugs kurz nach dem Start in Hohebach tödlich.